# Dicliptera obtusifolia
Dicliptera obtusifolia är en akantusväxtart som beskrevs av Ignatz Urban. Dicliptera obtusifolia ingår i släktet Dicliptera och familjen akantusväxter. Utöver nominatformen finns också underarten D. o. ciliifera.